# 장문희
장문희(1976년 10월 29일 ~ )는 대한민국의 판소리 명창이다. 전라북도 무형문화재 제2호 심청가 보유자이다.

{서울방배동에서태어난후 강원도인제에서 잠시머문후 6세무렵 전주 이모집으로이주[ 2022/8월? 얼씨구TV  youTube 본인이밝힘]} 2004년 전주대사습놀이 전국대회 판소리 명창부 장원, 대통령상을 역대 최연소 (당시 28세, 만 27세)로 수상했다. 난석 이일주(본명 이옥희)로부터 동초제 소리를 6세부터 사사받았으며, 조선 후기 8대 명창 중 하나인 이날치의 후손이다. 아호는 사백(詞伯)이다. 
"장문희는 판소리가 도달한 서민적 예술의 최고봉을 갖췄다"
군산대학교 교수 최동현

## 생애
1976년 서울에서태어나강원도인제에 잠시머물다, 6세무렵 전주로 내려와 친이모인 이일주 명창에게 맡겨졌다. 초등학교 입학 이후부터 이일주 명창에게 춘향가를 배우기 시작했다. 이미 초등학교 졸업 이전에 다섯시간 이상이 걸리는 심청가를 완청하여 화제가 된바 있다. 
2019년 11월 전북일보 인터뷰 중
기자: 초등학교 때 이미 심청가 완창회로 화제를 모았었죠. 이후 초등학생이 완창하는 무대가 더러 있긴 했지만 그때가 시작이 아니었나 싶습니다.
장문희: “밥먹고 학교 다녀오면 대부분의 시간을 소리공부로 보냈으니까요. 다른 사람보다 먼저 시작하고 또 많은 시간을 소리공부로 바쳤으니 당연히 빨리 익힐 수 있었어요. 안숙선 선생님께 받은 적벽가를 제외한 네 바탕을 일찌감치 떼었던 것도 그 덕분이고요.”
예술고등학교를 진학하고자 서울로 상경하였으나 서울 외곽의 한 고등학교에 입학했다. 2학년 재학중 12회 전주대사습놀이 학생부문에서 박애리 명창에 이어 2등을 기록했을 때 그를 눈여겨본 박범훈 교수의 추천으로 서울국악예술고등학교에 편입하게 된다. 국악예고 3학년이 되었을 때, 1995년 전주대사습놀이 학생부 판소리 부문에서 장원을 차지했다.
고등학교 졸업, 1년간 재수 생활을 거친 후 우석대학교 국악과에 입학하였다. 대학 재학 중이던 1998년 제24회 전주대사습놀이 전국대회 판소리 일반부에서 장원을 하게 된다. 대학 졸업후 한국예술종합학교 전통예술원 전문사과정을 수료한 직후, 전북도립국악원 창극단 단원에 선발되었다.
2004년 5월, 제 30회 전주대사습놀이 전국대회 판소리 명창 부문에서 28세의 나이로 최연소 장원을 수상한다. 중장년층이 주로 출전하는 이 대회에서 심사위원 7인 전원으로부터 만점을 획득하며 2002년 28회 대회에서 염경애 (1973년생) 명창이 세운 최연소 기록을 갱신했다. 
이는 전주대사습놀이 사상 최연소, 최고점수 기록으로, 조통달 안숙선 명창 등심사위원들로부터 '100년에 한번씩 나올 소리꾼' '금년 대사습이 낳은 대어'라는 찬사를 받으며 일약 판소리계의 기대주로 떠올랐다.
이일주 명창으로부터 춘향가, 심청가, 흥보가 및 수궁가를, 안숙선 명창으로부터 적벽가를 전수받았다.

## 수상 이력
1994년 12회 전주대사습놀이 학생부 판소리 부문 차상
1994년 10회 동아 콩쿠르 학생부 판소리 금상
1995년 13회 전주대사습놀이 학생부 판소리 부문 장원 (교육부장관상) - 당시 영상
1998년 24회 전주대사습놀이 전국대회 판소리 일반부 장원 (문화체육부장관상)
2001년 제1회 공주전국명창·명고대회 판소리 명창부 대상 (국무총리상)
2004년 30회 전주대사습놀이 전국대회 판소리 명창 부문 장원 (대통령상) - 당시 영상
2012년 전주MBC 광대전 시즌 1 준우승
2015년 전주MBC 광대전 시즌 4 왕중왕전 명창대첩 우승
2017년 Mnet 더 마스터 우승 (4회, 5회 그랜드 마스터)

## 경력
전라북도 무형문화재 제2호 심청가 보유자
전라북도립국악원 창극단 (2002년 5월 ~) 수석
난석 이일주 전수관 ‘난석당’ 관장
장문희 판소리연구소 소장

## 학력
서울국악예술고등학교
우석대학교 국악과
한국예술종합학교 전통예술원 전문사과정 수료

## 활동

### 전주 MBC 광대전

#### 2012 광대전 시즌 1
- 춘향가 이별대목[10]
- 단가 적벽부[11]
- 적벽가 군사설움 대목[12]
- 심청가 심황후 부친상봉 대목[13]
- 춘향가 동헌경사 대목[14]
- 나 가거든 (드라마 명성황후)[15]

#### 2015 광대전 시즌 4
- 춘향가 동헌경사 대목[16]
- 춘향가 장모 어사상봉 대목[17]
- 흥타령[18]

### 더 마스터 - 음악의 공존 (2017 - 2018)
- 2017년 11월 천지삼겨[19]
- 2017년 11월 하늘이여[20]
- 2017년 11월 이몽룡아 (feat.샵건)[21]
- 2017년 12월 창무극 - 천명 (우승, 그랜드 마스터)
- 2017년 12월 심청전 물에 빠지는 대목 (우승, 그랜드 마스터)

### 주요공연
- 2020년 2월 22일 서울남산국악당 동초제 심청가 문하생 완창회 - 사백연가[22]
- 2020년 10월17일 전주 우진문화재단 예술공간 - 장문희명창의 동초제 심청가 완창
- 2015년 11월 28일 국립극장 완창판소리 - 장문희의 <춘향가_동초제>[23]
- 2014년 10월 9일 전주세계소리축제 적벽가  보관됨 2021-01-10 - 웨이백 머신
- 2005년 9월 26일 전주세계소리축제 완창판소리 춘향가  보관됨 2021-01-09 - 웨이백 머신

## 음반

### 단독 앨범
- 2019년 "장문희 심청가 동초" (완창 앨범)
- 2019년 "이화우 흩뿌릴 제" (싱글)

### 참여 앨범
- 2017년 "더 마스터 - 음악의 공존 Part.3" - 이몽룡아 (Duet. 샵건)
- 2017년 "더 마스터 - 음악의 공존 Part.2" - 하늘이여

- 2007년 "단심(丹心) 국악방송 새음원 시리즈" - 장문희 단가－적벽부(赤壁賦), 사철가(四節歌), 초한가(楚漢歌)
- 2004년 유네스크 세계 인류구전 및 무형문화유산 걸작 선정 기념음반 "판소리 - EAST TO WEST 보관됨 2021-01-09 - 웨이백 머신"

1. “The Ballad of Boiled Rice (Heungobo-ga)”
2. “Beggar's Song (Heungobo-ga)”
3. “Song of Parting at Orijeong Pavillion (Chunhyang-ga)”
4. “Song of Chun-hyang in Prison (Chunhyang-ga)”
5. “Journey to Indang Water (Simcheong-ga)”
6. “Sim Cheong Gets to Indang Water (Simcheong-ga)”
7. “Jumping into Indang Water (Simcheong-ga)”
8. “Sailors' Laments (Simcheong-ga)”

## Trivia
송재영명창은 이일주 명창의 양아들로서, 장문희 명창의 어린 시절 같이 지냈다. 1995년 13회 전주대사습놀이 학생부 판소리 부문 장원 당시, 고수로서 장단을 맞추었고 광대전 무대에서 호흡을 맞추기도 했다. 또한 전라북도국악원 창극단에서 같이 활동했다.